# Zalew Bolmiński
Zalew Bolmiński – sztuczny zbiornik wodny w wyrobisku po piaskowni, zasilany dodatkowo przez rzekę Hutkę (dopływ  Białej Nidy), zbiornik przepływowy, zamknięty jazem.

## Położenie
Zalew Bolmiński położony jest na terenie Chęcińsko-Kieleckiego Parku Krajobrazowego na południowy wschód od wsi Bolmin w powiecie kieleckim, gminie Chęciny. Położony tuż obok drogi wojewódzkiej 762 Kielce-Małogoszcz, około 7 km od Chęcin i 20 km od centrum Kielc.

## Charakterystyka
Powierzchnia lustra wody  ma około 11 hektarów, głębokość zróżnicowana (co jest cechą tego typu zbiorników) od 1 metra dochodzi do 5 metrów. Dno piaszczyste. Spust wody poprzez jaz.
W przeważającej części akwenu głębokość wynosi 2 do 3 metrów. Wraz z plażami i otaczającym lasem zbiornik stanowi teren rekreacyjny o powierzchni 31 hektarów.
Od czerwca 2015 roku Zalew Bolmiński jest własnością prywatną. Wchodzi on w skład parku rozrywki Park Bolmin.

## Kąpielisko
Wypożyczalnia sprzętu rekreacyjnego czynna w sezonie letnim.
Woda podlega okresowemu badaniu czystości, jednostka monitorująca - Powiatowa Stacja Sanitarno Epidemiologiczna w Kielcach.
Woda o wysokiej klasie czystości, kod kąpieliska  2604PKAP0001.